# Église d'Écueil
L'église d'Écueil est une église romane dédiée à Crépin et Crépinien et située dans la Marne.

## Historique
L'église  est de style roman. Sa nef est du XIIe siècle et son chœur est du XIIIe siècle. Son transept est plus tardif (XVe).

## Description
Elle se situe sur une hauteur à l'écart du village qui a été reconstruit plus bas après un incendie, elle est toujours entourée de son cimetière. 
Son aspect actuel est dû à la rénovation de 2005-2006 avec le soutien de l'association locale Le moustier d'Écueil.

### Mobilier
L'église possède trois cloches. Son autel principal du XVIIIe siècle provient de l'ancienne chapelle du château de Beloy où habitait Cliquot Blervache. Lors de la destruction du château, la dalle funéraire a été déplacé dans la chapelle nord. Le baptistère renaissance est du XVIe siècle.

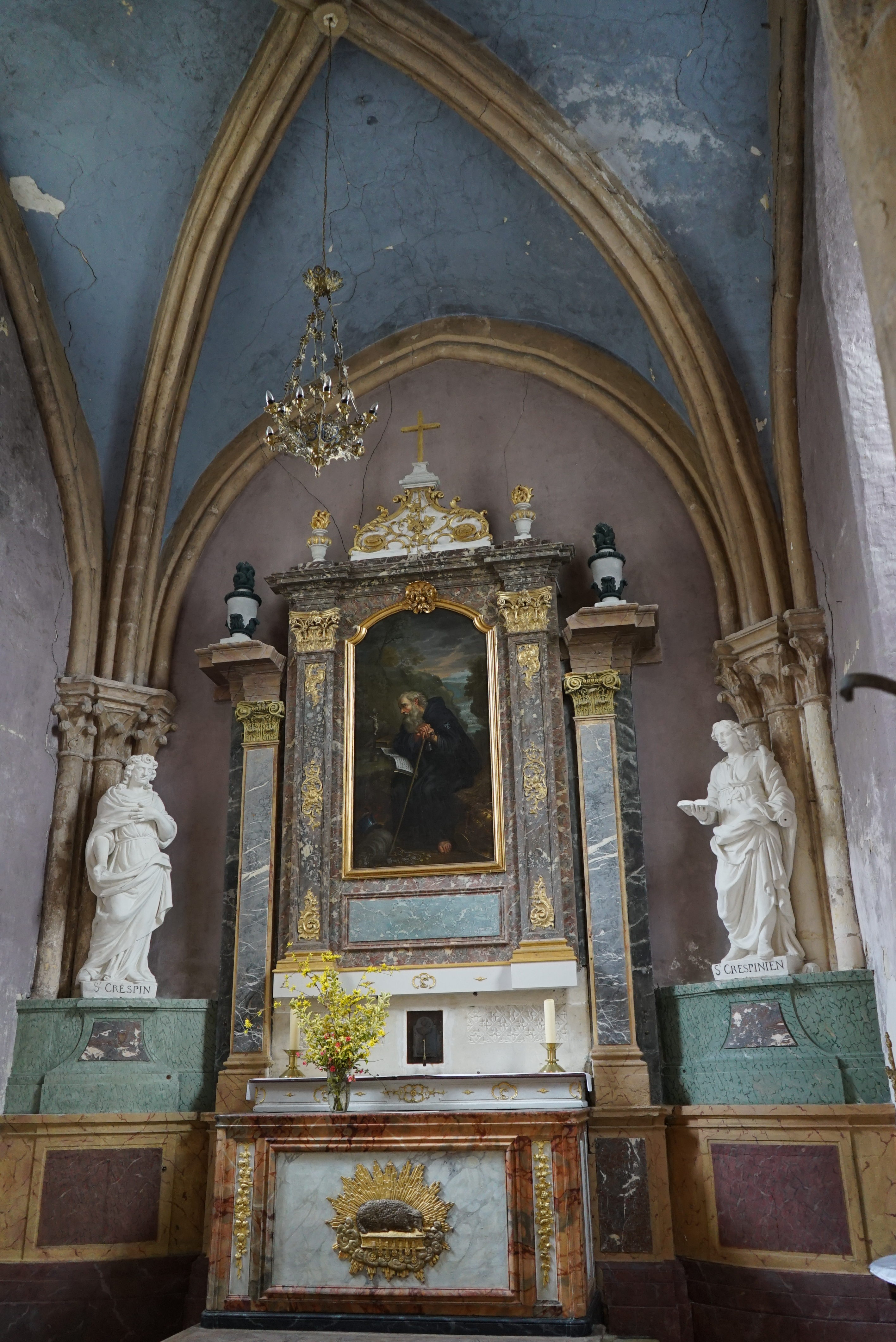
L'autel Clicquot-Blervache inclus dans l'ancien.

Les bancs de la nef sont du XVIIe mais ceux des bas-côtés et des transepts sont plus récent.

### Vitraux
Non figuratives, les verrières du portail occidental sont de J-P Agosti.

## Galerie d'images

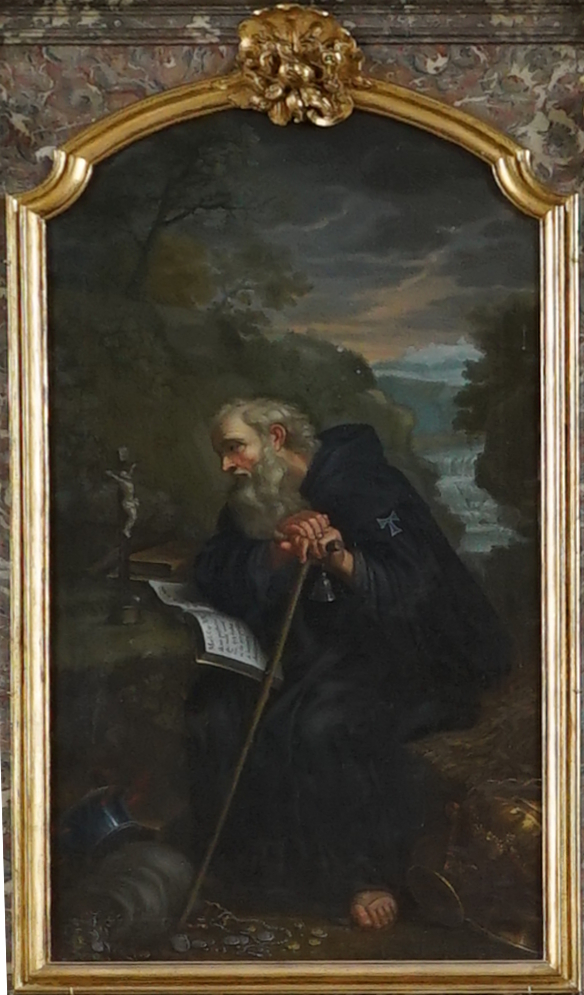
Antoine au désert.
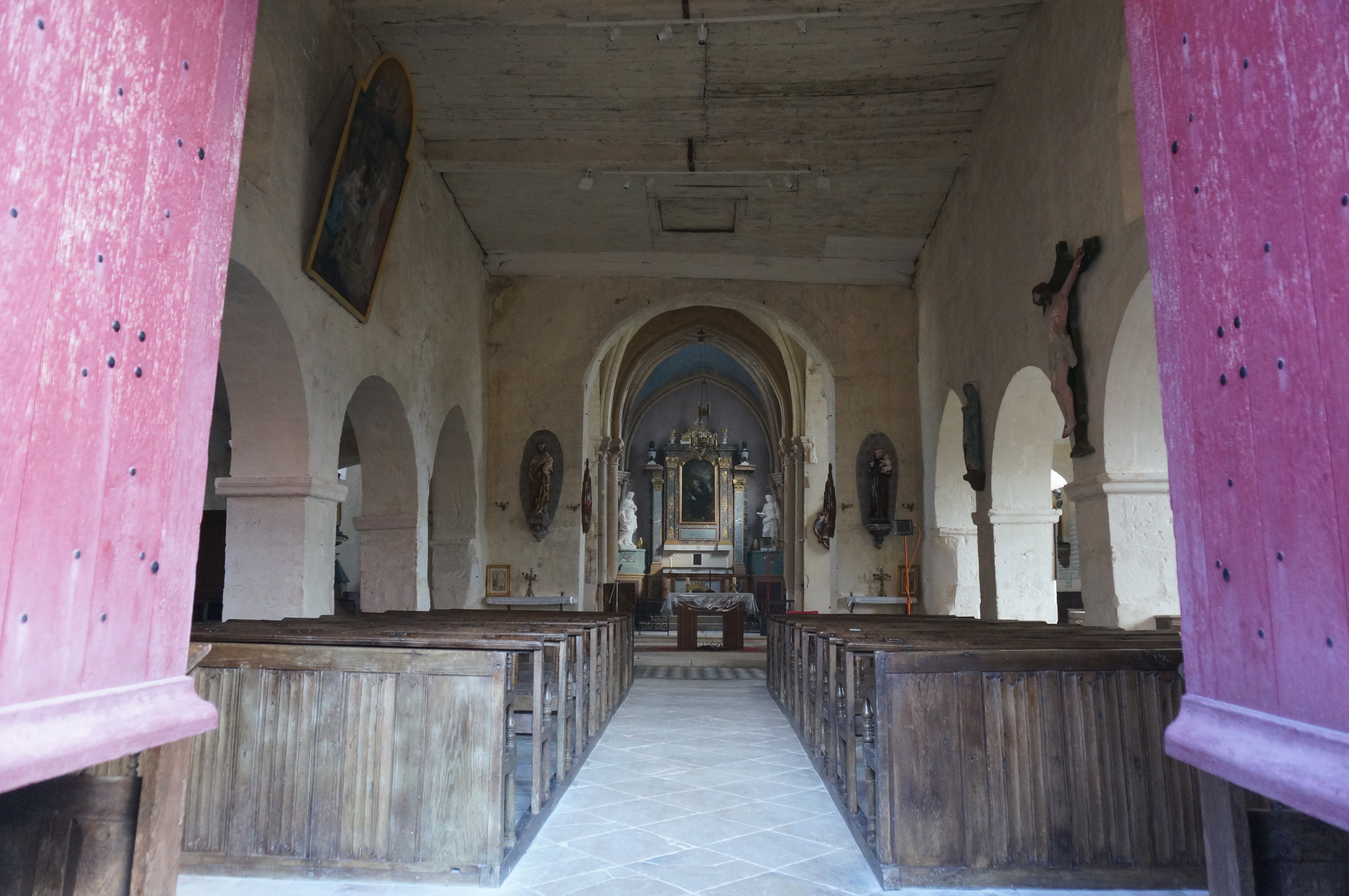
La nef.
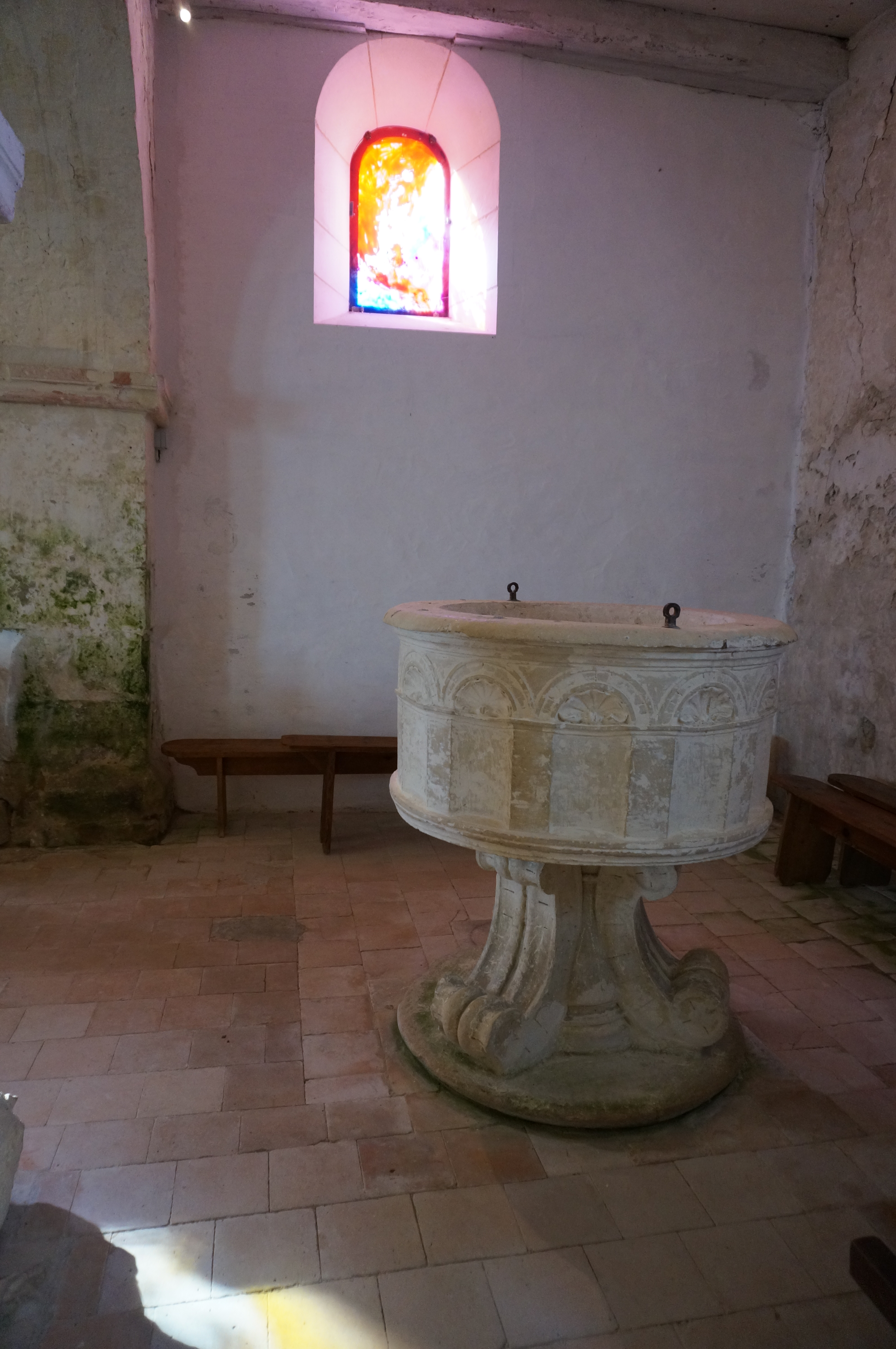
Fonts baptismaux.
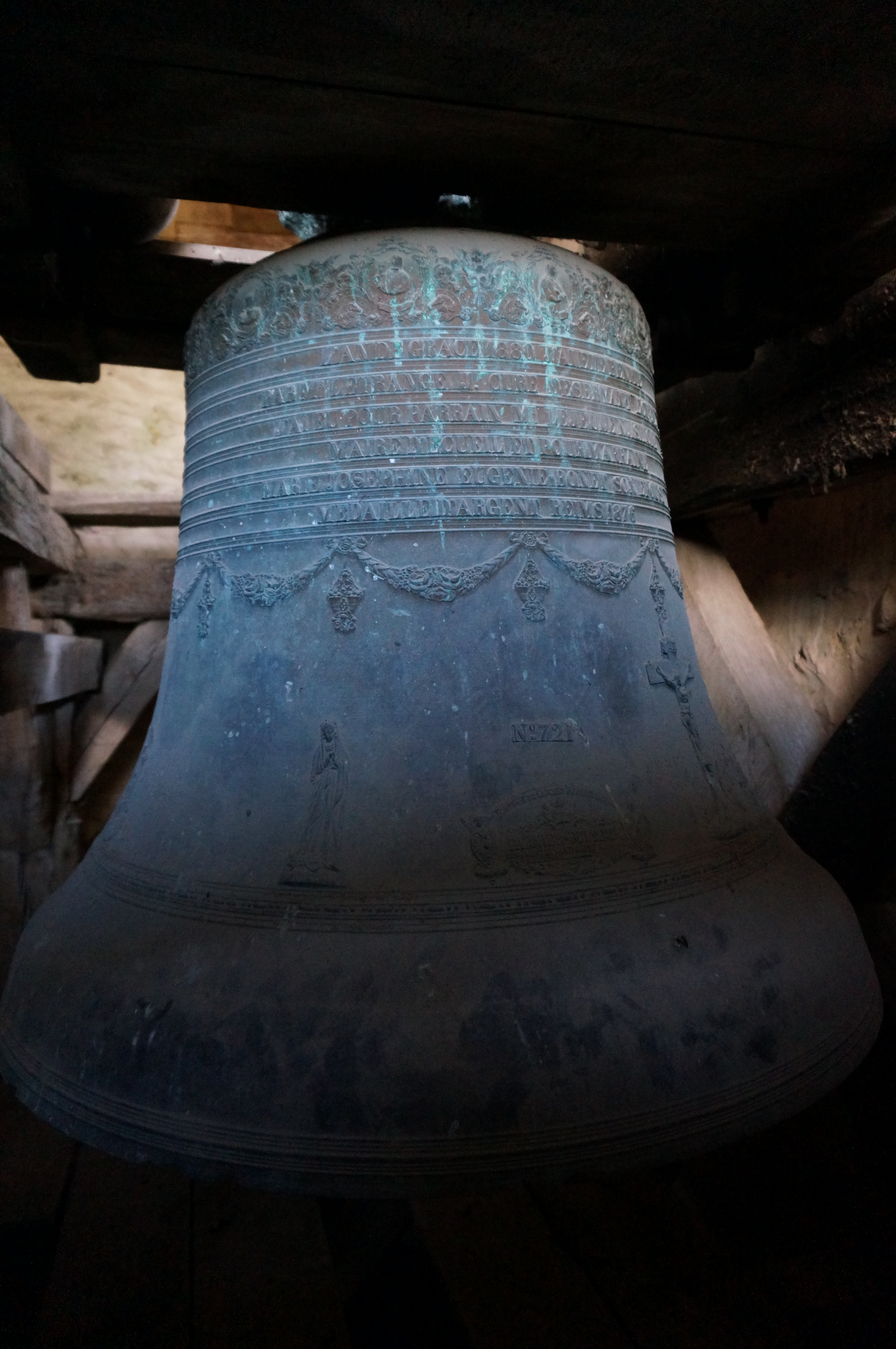
Cloche de la fonderie Farnier Bulteaux.
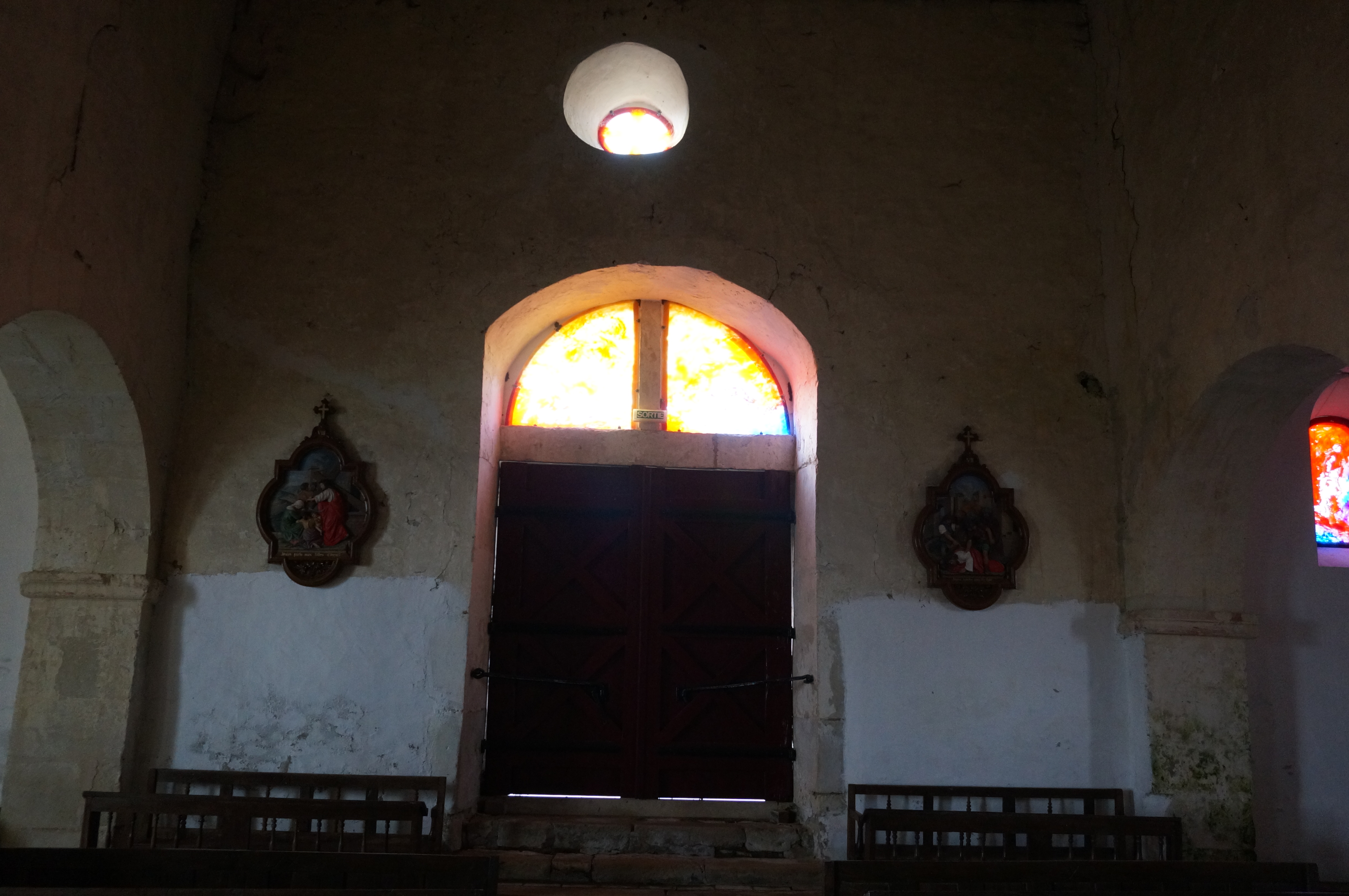
Le portail occidental.